# Subaugusta (estación)
Subaugusta  es una estación de la línea A del Metro de Roma. Se encuentra en la intersección de Via Tuscolana la Piazza Cinecittà. El nombre de la estación proviene de una antigua arteria vial, conocida como la circunvalación Subaugusta hasta 1977, creada a partir de la diócesis homónima.
En su entorno se encuentra el Instituto Luce.

## Historia
La estación Subaugusta  fue construida como parte del primer tramo (de Ottaviano a Anagnina) de la línea A del metro, entrando en servicio el 16 de febrero de 1980.